# Spomenik neodvisnosti Brazilije
Spomenik neodvisnosti Brazilije (portugalsko Monumento à Independência do Brasil) je spomenik iz granita in brona, ki stoji v Parku neodvisnosti v São Paulu v Braziliji. Znan je tudi kot spomenik Ipiranga (Monumento do Ipiranga) ali oltar domovine (Altar da Pátria). Spomenik stoji na bregovih potoka Ipiranga, na zgodovinskem mestu, kjer je princ regent Peter (kasneje cesar Peter I. Brazilski) 7. septembra 1822 razglasil neodvisnost države.
Spomenik sta zasnovala in zgradila italijanski kipar Ettore Ximenes (1855–1926) in italijanski arhitekt Manfredo Manfredi (1859–1927) za praznovanje prve stote obletnice brazilske neodvisnosti leta 1922.

## Zgodovina
Spomenik neodvisnosti Brazilije ali Oltar domovine, kot ga tudi imenujejo, je bil slovesno odprt leta 1922 za praznovanje stoletnice neodvisnosti Brazilije. Granitni spomenik je okrašen z več bronastimi kipi, ki predstavljajo pomembne trenutke zgodovinskega dogodka, ki je zapečatil usodo naroda.
Spomenik je sestavljen iz sklopa granitnih in bronastih skulptur, ki predstavljajo tri sfere izvršilne oblasti (zvezno, državno in občinsko).
Na levi strani je kip, ki predstavlja Inconfidência Mineira (pod vodstvom Tiradentesa, ki je nameraval ustanoviti republiko v Braziliji), ki se je zgodila leta 1789, na desni strani pa je kip, ki prikazuje pernambuške revolucionarje iz leta 1817, moške, ki so se prav tako borili za ustanovitev republike. Na vrhu, v osrednjem delu spomenika, obstaja interpretacija znamenitega dela slikarja Pedra América, ki simbolizira znameniti krik neodvisnosti.
Spomenik je bil slovesno odprt, še vedno nedokončan, leta 1922, dokončan pa štiri leta kasneje, leta 1926. Leta 1952 so ob spomeniku slovesno odprli grmado s simboličnim ognjem. Je sestavni del urbanega kompleksa Parque da Independência, kjer je tudi spomenik, postavljen leta 1890, v katerem je danes Muzej Ipiranga, poleg Casa do Grito.
Manfredo Manfredi je bil odgovoren za oblikovanje oltarja domovine, oseba, ki ga je izklesala, pa je bil Ettore Ximenes, oba sta bila Italijana, ki sta skupaj oblikovala to, kar poznamo danes.

## Kripta
Znotraj spomenika sta kripta in kapela. Kripta je bila zgrajena leta 1972 za posmrtne ostanke cesarja Petra I. (tudi kralja Portugalske kot Peter IV. Portugalski) in njegovih žena, Marije Leopoldine Avstrijske in Amélie Leuchtenberške. Kripta je posvečena kot katoliška kapela, kot je zahteval takratni vodja brazilske cesarske družine Peter Henrik Orléans-Braganza. Strinjal se je, da se dovoli prenos posmrtnih ostankov njegovih prednikov v spomenik pod pogojem, da se kraj posveti kot katoliški grob, s katoliškim oltarjem, kjer se lahko opravljajo maše. Posmrtni ostanki Petra I. in Amélie Leuchtenberške so bili preneseni iz kraljevega panteona hiše Braganza v Lizboni; medtem ko je bila Marija Leopoldina prestavljena iz cesarskega mavzoleja samostana svetega Antona v Riu de Janeiru.
- Pogrebna žara Petra I.[a]
- Obiskovalci
- Pogrebna žara Marije Leopoldine[b]
- Amélieina pogrebna žara[c]

## Kiparstvo

### Revolucionarji
- Zarotniki iz Minas Geraisa
- Revolucionarji iz Pernambuka

### Štiri vogalne figure
- Joaquim Gonçalves Ledo vodja neodvisnosti v Riu de Janeiru
- Hipólito da Costa "oče brazilskega tiska"
- José Bonifacio "patriarh neodvisnosti"
- Diogo Antônio Feijó regent Brazilskega cesarstva